# Trimerophoron falteronense
Trimerophoron falteronense är en mångfotingart som beskrevs av Manfredi 1951. Trimerophoron falteronense ingår i släktet Trimerophoron och familjen Neoatractosomatidae. Inga underarter finns listade i Catalogue of Life.